# Thomas Ludescher
Thomas Ludescher (* 3. Februar 1969 in Feldkirch) ist ein österreichischer Musiker, Dirigent, Komponist und Musikpädagoge.

## Leben
Ludescher begann während einer Ausbildung zum Elektriker ein Studium am Vorarlberger Landeskonservatorium. Er studierte Trompete bei Lothar Hilbrand in Feldkirch und bei Josef Pomberger an der Universität für Musik und darstellende Kunst Wien und Musikpädagogik bei Peter Röbke. Im Jahr 1996 schloss er als Magister artium ab. Seit 1997 ist er Leiter des Studienganges Blasorchesterleitung des Vorarlberger Landeskonservatoriums. In den Jahren 1999 und 2000 war er Gastdirigent der Bregenzer Festspiele. Im Jahr 2003 absolvierte er die Diplomprüfung für Blasorchesterleitung und Instrumentation an der Hochschule für Musik Nürnberg bei Maurice Hamers. Er studierte weiterhin bei Herbert Willi am Konservatorium Vorarlberg Komposition und in der Meisterklasse an der Musikhochschule Augsburg-Nürnberg Blasorchesterleitung und Instrumentation. Seit dem Frühjahr 2003 leitet er den Lehrgang Blasorchesterleitung am Tiroler Landeskonservatorium, zudem ist er Leiter des von ihm 1997 gegründeten Sinfonischen Blasorchester Vorarlberg. Im Herbst 2004 übernahm er einen Lehrauftrag für Blasorchesterleitung an der Musikhochschule Nürnberg. Seit der Gründung des Leopold-Mozart-Zentrums in Augsburg bis zum Jahr 2015 lehrte er dort Blasorchesterleitung. Seit 2021 ist Ludescher als Nachfolger von Walter Ratzek Professor für Blasorchesterleitung am Konservatorium „Claudio Monteverdi“ Bozen.
Von 1996 bis 2016 war Ludescher Vorarlberger Landeskapellmeister; seit 2004 ist er Bundeskapellmeister-Stellvertreter.
Ludescher ist verheiratet und hat zwei Kinder.

## Leistungen
Im April 2005 gewann er den internationalen Dirigentenwettbewerb Prix Credit Suisse, an dem 22 ausgewählte Teilnehmer aus Estland, der Schweiz, Deutschland, Japan, Frankreich und Österreich teilnahmen.
Er nahm mit dem Sinfonischen Blasorchester Vorarlberg bei verschiedenen musikalischen Wettbewerben teil, unter anderem in Valencia und beim CISM-Wettbewerb in Schladming. Einen besonderen Erfolg erzielte er mit seinem Orchester beim 15. World-Music-Contest 2005 in Kerkrade (Niederlande). In der Höchststufe erreichten sie mit 92,4 Punkten in der Gesamtwertung der sinfonischen Blasorchester (Harmonie) den dritten Platz (Erster Rang mit Auszeichnung). Zu diesem Wettbewerb wurde die Auftragskomposition Chakra von Maurice Hamers als Uraufführung vorgetragen, die im Jahr 2007 als audiovisuelles Gesamtwerk auf DVD produziert wurde.

## Auszeichnungen
2018 wurde Ludescher mit dem Großen Verdienstzeichen des Landes Vorarlberg ausgezeichnet.